# جی. دبلیو. المر توماس
جان ویلیام المر توماس (به انگلیسی: John William Elmer Thomas) سناتور سابق عضو حزب دموکرات ایالات متحده آمریکا بود. وی در سال ۱۹۲۷ تا ۱۹۵۱ میلادی سناتور ایالت اکلاهما در سنای ایالات متحده آمریکا بود.